# Dolar Seated Liberty
Dolar Seated Liberty – amerykańska srebrna moneta obiegowa, mająca wartość jednego dolara amerykańskiego, zaprojektowana przez Roberta Balla Hughesa, wybijana przez U.S. Mint w latach 1840–1873. W 1873 roku Kongres przyjął Mint Act of 1873, który zniósł bimetalizm w Stanach Zjednoczonych, wstrzymał emisję monet jednodolarowych i zastąpił je Trade Dollarem.
Mimo że przed dolarem Seated Liberty miała miejsce emisja dolarów Gobrechta, to Seated Liberty była pierwszą srebrną monetą jednodolarową, wybijaną przez U.S. Mint w dużych ilościach od 1804 roku, kiedy to wstrzymano emisję monety o tym nominale.

## Tło historyczne
W 1804 roku prezydent Thomas Jefferson wstrzymał wybijanie srebrnych monet jednodolarowych, ponieważ znikały one z obiegu lub były wywożone poza Stany Zjednoczone. Dopiero w 1831 roku zakaz został cofnięty, ale dopiero w 1835 roku podjęto kroki ku wznowieniu emisji srebrnych jednodolarówek. W latach 1836–1839 miała miejsce emisja dolarów Gobrechta w liczbie ok. 1900 sztuk. Ograniczony charakter emisji wynikał z chęci sprawdzenia zapotrzebowania rynku na wznowienie emisji monety o takim nominale. W latach 30. XIX wieku złote monety  o nominale 2,5 i 5 dolarów cieszyły się większą popularnością niż srebro. Spośród wszystkich srebrnych monet, największe zapotrzebowanie pojawiło się na monety o nominale 50, 25 i 10 centów, które służyły bankom za zabezpieczenie dla emitowanych banknotów. Pomysł dyrektora U.S. Mint, Roberta Pattersona, aby powrócić do wybijania srebrnych jednodolarówek, miał również na celu stworzenie alternatywy na rynku dla wspomnianych drobnych nominałów.

## Projekt monety

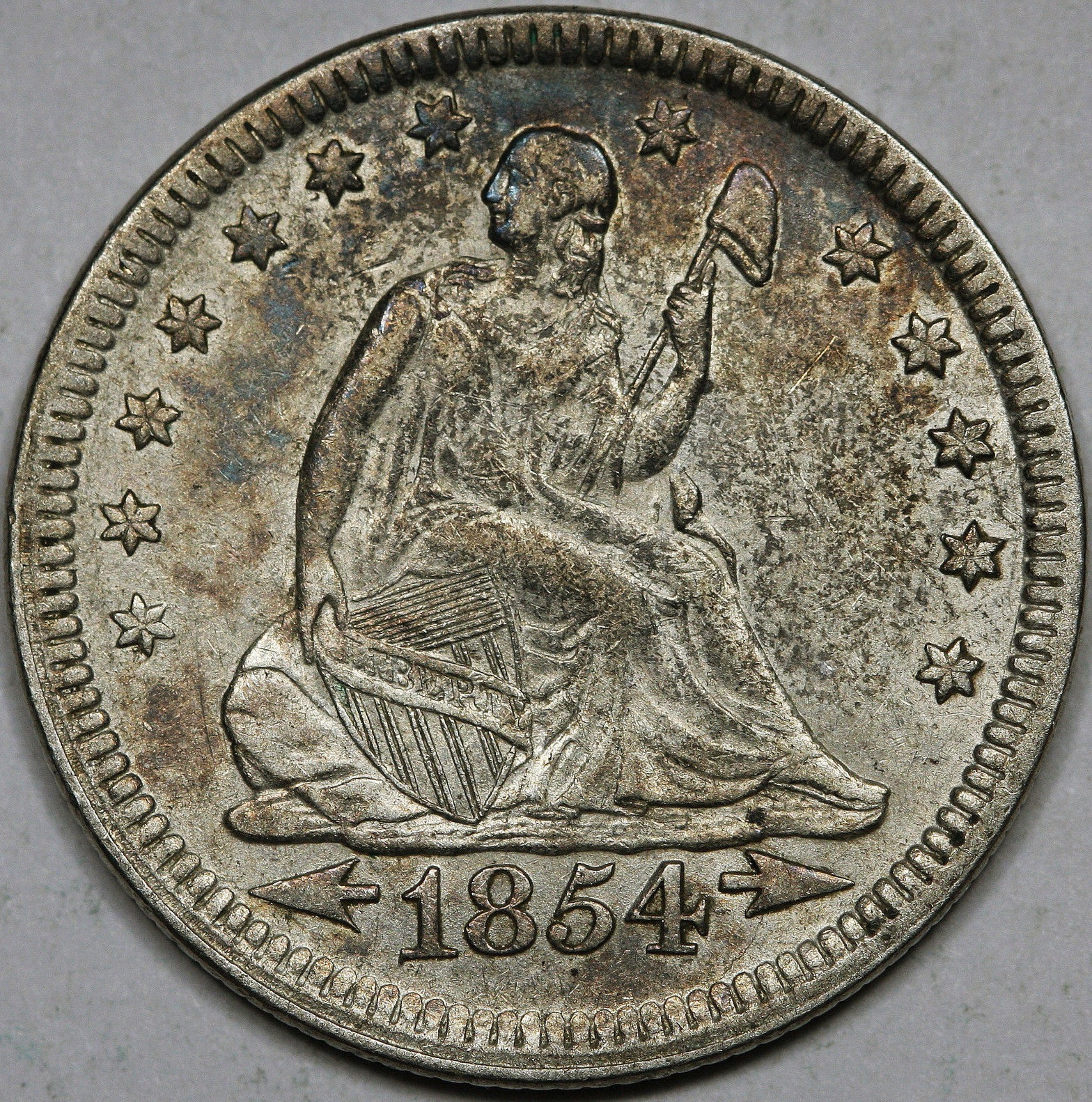
Ćwierćdolarówka z Seated Liberty z 1854 roku

W październiku 1835 roku Patterson napisał specjalny list do artysty Thomasa Sully’ego, informując go, że początek swojej kadencji jako dyrektora mennicy pragnie rozpocząć od zmiany wizerunków monet. Zasugerował zmianę dotychczas używanego profilu Miss Liberty na rzecz postaci siedzącej. Według niego personifikacja wolności była symbolem, a nie konkretnym władcą. Co za tym idzie, nie należało skupiać się na szczegółach twarzy, tylko wyeksponować całość figury. Zaproponował, aby Miss Liberty trzymała słup z czapką frygijską, co podkreśliłoby symbolizm postaci. W tym samym liście Patterson wyraził życzenie, aby na rewersie monety znalazł się lecący orzeł na tle gwiazd. W 1836 roku wybito kilka próbynych monet zgodnie z sugestiami. W 1839 roku pojawiło się kilka sztuk dolarów o podobnym projekcie, ale bez gwiazd na rewersie.
Pod koniec lat 30. XIX wieku Patterson zarządził przegląd wzorów i projektów wszystkich amerykańskich monet. Jeden z takich przeglądów miał miejsce w 1838 roku. Wówczas do obiegu weszła pierwszy raz ćwierćdolarówka z Seated Liberty na awersie. Dyrektor mennicy miał również nadzieję, że uda mu się zdobyć ostateczne poparcie dla umieszczenia na rewersie lecącego orła, podobnie jak na dolarze Gobrechta. Pomysł ten nie zdobył jednak uznania i Departament Skarbu nakazał przywrócenie wizerunku orła z Union Shield z 1807 roku.
Patterson odbył również konsultacje z członkami wydziału mennictwa na temat projektów dolara Gobrechta i tego, z jaką łatwością udało się zrealizować projekty tej monety przy pomocy posiadanej technologii. Dyrektor mennicy zatrudnił filadelfijskiego artystę Roberta Balla Hughesa, aby wykonał poprawione gipsowe modele Seated Liberty Christiana Gobrechta. Zmiany obejmowały: niższy relief, większą głowę personifikacji wolności, mniejszy głaz oraz bardziej marszczoną suknią. Julian podaje, że główny rytownik mennicy Gobrecht nie umiał wykonywać odpowiednich gipsowych modeli i dlatego w tym celu zatrudniono innego artystę. Projekt rewersu z kolei przypisuje się Gobrechtowi i Hughesowi. U.S. Mint nabyła także z Francji tokarkę portretową, która ułatwiała proces tworzenia stempli na podstawie modeli.

## Emisja i obieg monety

### Początki emisji
Wybijanie monet rozpoczęto w lipcu 1840 roku. Początkowo wybito 12 500 sztuk. Były one zamówione przez Pattersona dla bankierów, posiadaczy kruszcu i przedsiębiorców, aby zapoznać ich z nową monetą. Bicie dolarów wznowiono w listopadzie tego samego roku. Nowy dolar wzbudził szerokie zainteresowanie wśród osób, które miały zdeponowany srebrny kruszec, dlatego w latach 1841–1843 liczba wybijanych monet zwiększyła się.
Od 1840 do 1852 roku dolary wybijane były wyłącznie na zgłoszone zapotrzebowanie. Oznaczało to, że w celu otrzymania srebrnych dolarów należało dostarczyć do wyznaczonego oddziału U.S. Mint odpowiednią ilość srebrnego kruszcu. Od stycznia 1837 roku każdy oddział mennicy miał specjalną rezerwę kruszcu, w zależności od zapotrzebowania, aby móc wybijać monety z wyprzedzeniem oraz żeby szybciej spłacać depozyt. Monety z lat 1840–1852 funkcjonowały głównie w obiegu na wschodzie Stanów Zjednoczonych. Monety z lat 40. XIX wieku znalazły się w powszechnym obiegu, jednak Julian podaje, że większość z nich została ściągnięta przez banki. Część z dolarów wyemitowanych w tym czasie została wywieziona do Azji.

### Odkrycie złota w Kalifornii
W 1848 roku w Kalifornii doszło do odkrycia nowych złóż złota. Ilość złota, jaka pojawiła się na rynku amerykańskim, zachwiała systemem monetarnym. Napływ złota na rynek sprawił, że srebro, którego ceny były liczone w złocie, stało się niedowartościowane. Srebrne jednodolarówki okazały się być bardziej wartościowe niż ich wartość nominalna. Handlarze kruszcem zaczęli skupować srebrne monety o wartości jednego dolara i 50 centów. Amerykańskie srebro, w tym monety, były sprzedawane do Europy, gdzie przetapiano je na własne potrzeby . W latach 1851–1852 emisja Seated Liberty spadła do kilku tysięcy sztuk. W latach 50. XIX wieku doszło do zaniku srebrnego dolara w obiegu. To, co wybijała mennica, trafiało dalej za granice Stanów Zjednoczonych, ale już nie jako moneta, a kruszec na przetop. W tym czasie dolar Seated Liberty zaczął być wykorzystywany jako moneta handlowa w wymianie gospodarczej z Chinami , a także w Ameryce Południowej. Julian podaje, że fakt wybijania srebrnego dolara wyłącznie na wschodzie Stanów Zjednoczonych pozwala stwierdzić, iż handel w obszarze Azji prowadzony był głównie przez klasę wyższą ze wschodniej części kraju.
Niskie emisje wynikały z tego, iż U.S. Mint chciała zapobiec tezauryzacji monety w dużych ilościach. Mimo braku podstaw ekonomicznych, to wybijanie srebrnego dolara zostało utrzymane. Według Juliana podstawą tej decyzji było to, że dolar był symbolem reprezentującym srebrne mennictwo. W uchwalonym przez Kongres Coinage Act of 1853 zawarto mechanizm regulujący ilość drobnych srebrnych monet na rynku. Od tej pory miały być one wybijane na konto rządowe za opłatą w złocie. Zasada ta doprowadziła de facto do nieformalnego wprowadzenia w Stanach Zjednoczonych standardu złota. Tym samym srebro zostało zdewaluowane, a moneta jednodolarowa straciła swoje praktyczne znaczenie.
W latach 50. XIX wieku srebrne dolary trafiały głównie do Ameryki Południowej, gdzie państwa przeciwne polityce Hiszpanii czy Meksyku w regionie, traktowały użycie amerykańskich dolarów za manifestację polityczną. W tym okresie dolary Seated Liberty były wybijane na prośbę dyrektora mennicy Jamesa Snowdena w celu zarobkowym. Wiele z tych monet było zamawianych, aby służyć jako prezenty.

### DewizaIn God We Trust
W 1861 roku w związku z wybuchem wojny secesyjnej wielebny M. R. Watkinson napisał list do sekretarza skarbu Salmona Chase’a i zaproponował, aby na amerykańskich monetach zamiast „bogini wolności” znalazły się odwołania do wartości chrześcijańskich i jedności (np. „wieczne zjednoczenie” lub „Bóg, wolność, prawo”). Propozycja ta spotkała się z uznaniem Chase’a. Dyrektor U.S. Mint dokonał przeglądu amerykańskiego ustawodawstwa związanego z mennictwem i poinformował departament, że żadna zmiana na monetach nie może zostać wprowadzona bez specjalnych zapisów prawnych. Dyrektor James Pollock zaproponował dewizy „God and Our Country” oraz „God our Trust”. Chase uznał, że pierwsza dewiza miałaby lepszy wydźwięk w formie: „Our God and Our Country”. Sam Chase optował jednak za dewizą „In God We Trust”, która nawiązywała do dewizy ukończonego przez niego Brown Universyty „In Deo Speramus” (ang. In God We Hope).
W 1866 roku przyjęto prawo Act of March 3, 1865, zezwalające na użycie dewizy „In God We Trust” na monetach o nominałach 25 centów, jeden dolar, pięć dolarów i 20 dolarów. W 1866 roku James Longacre zmienił rewers monety i umieścił nad orłem szarfę z tą dewizą.
W 1868 roku dyrektor mennicy Henry Linderman stwierdził, że srebrne dolary wybijane w latach 60. XIX przeznaczane były głównie na handel zagraniczny, głównie do Indii Wschodnich, a na rynku krajowym nominał jednego dolara stracił na znaczeniu.
W 1873 roku przyjęto Mint Act of 1873, który wstrzymał bicie srebrnych jednodolarówek i zniósł także bimetalizm, który od czasu odkrycia złota w Kalifornii praktycznie nie funkcjonował w Stanach Zjednoczonych .

## Nakłady
Poniższa tabela przedstawia nakłady monety*:
| Mennica (znak) | Filadelfia (brak znaku) | Carson City (CC) | San Francisco (S) | Nowy Orlean (O) |
| Rok            | Filadelfia (brak znaku) | Carson City (CC) | San Francisco (S) | Nowy Orlean (O) |
| -------------- | ----------------------- | ---------------- | ----------------- | --------------- |
| 1840           | 61 005                  | –                | –                 | –               |
| 1841           | 173 000                 | –                | –                 | –               |
| 1842           | 184 618                 | –                | –                 | –               |
| 1843           | 165 100                 | –                | –                 | –               |
| 1844           | 20 000                  | –                | –                 | –               |
| 1845           | 24 500                  | –                | –                 | –               |
| 1846           | 110 600                 | –                | –                 | 59 000          |
| 1847           | 140 750                 | –                | –                 | –               |
| 1848           | 15 000                  | –                | –                 | –               |
| 1849           | 62 600                  | –                | –                 | –               |
| 1850           | 7500                    | –                | –                 | –               |
| 1851           | 1300                    | –                | –                 | 40 000          |
| 1852           | 1100                    | –                | –                 | –               |
| 1853           | 46 110                  | –                | –                 | –               |
| 1854           | 33 140                  | –                | –                 | –               |
| 1855           | 26 000                  | –                | –                 | –               |
| 1856           | 63 500                  | –                | –                 | –               |
| 1857           | 94 490                  | –                | –                 | –               |
| 1858           | –                       | –                | –                 | –               |
| 1859           | 256 500                 | –                | 20 000            | 360 000         |
| 1860           | 217 600                 | –                | –                 | 515 000         |
| 1861           | 77 500                  | –                | –                 | –               |
| 1862           | 11 540                  | –                | –                 | –               |
| 1863           | 27 200                  | –                | –                 | –               |
| 1864           | 30 700                  | –                | –                 | –               |
| 1865           | 46 500                  | –                | –                 | –               |
| 1866           | 48 900                  | –                | –                 | –               |
| 1867           | 46 900                  | –                | –                 | –               |
| 1868           | 162 100                 | –                | –                 | –               |
| 1869           | 423 700                 | –                | –                 | –               |
| 1870           | 415 000                 | 11 758           | ~ 200             | –               |
| 1871           | 1 073 800               | 1376             | –                 | –               |
| 1872           | 1 105 500               | 3150             | 9000              | –               |
| 1873           | 293 000                 | 2300             | 700               | 12 150 000      |

* Tabela nie uwzględnia emisji kolekcjonerskich.

## Opis monety

### Awers
Awers przedstawia Seated Liberty, siedzącą w chitonie na głazie. W swojej lewej dłoni trzyma Liberty pole, a prawa dłoń podtrzymuje Union Shield ze wstęgą z napisem „LIBERTY”. Pod presonifikacją wolności wybijana byłą data, a nad postacią znajdowało się trzynaście sześcioramiennych gwiazd.
Awers stanowił projekt Roberta Balla Hughesa, który na prośbę dyrektora mennicy dokonał poprawek w projekcie Seated Liberty Christiana Gobrechta.

### Rewers
W centralnym punkcie rewersu znajdował się orzeł z rozpostartymi skrzydłami. W szponach strzały i gałązka oliwna. Na piersi orła Union Shield. Nad orłem wybito nazwę państwa „UNITED STATES OF AMERICA”, a pod orłem nominał i waltuę w skróconym zapisie „ONE DOL.”.
Projekt rewersu monety został wykonany przez Hughesa i Gobrechta. Natomiast w 1866 roku James Longacre przygotował poprawiony projekt rewersu, na którym pomiędzy nazwą państwa a orłem znalazła się szarfa z dewizą „IN GOD WE TRUST”.

### Opis fizyczny
Szczegóły opisu fizycznego monety:
- Waga: 26,73 g
- Średnica: 38,1 mm

- Kruszec: Ag 900 (90% srebra, 10% miedzi)
- Krawędź: ząbkowana
- Mennica: Filadelfia, Nowy Orlean, Carson City, San Francisco